# 淇河 (丹江支流)
淇河，是中国长江流域汉水水系的一条河流，汇入丹江。河长149千米，流域面积1501平方千米，多年平均流量15立方米每秒。自然落差820米。水能理论蕴藏量4万千瓦。